# 福泉県
福泉県（ふくせん-けん）は中華人民共和国上海市にかつて存在した県。現在の青浦区の一部に相当する。
1724年（雍正2年）、清朝により設置された。1743年（乾隆8年）に廃止され、青浦県に編入された。